# Prostitución infantil

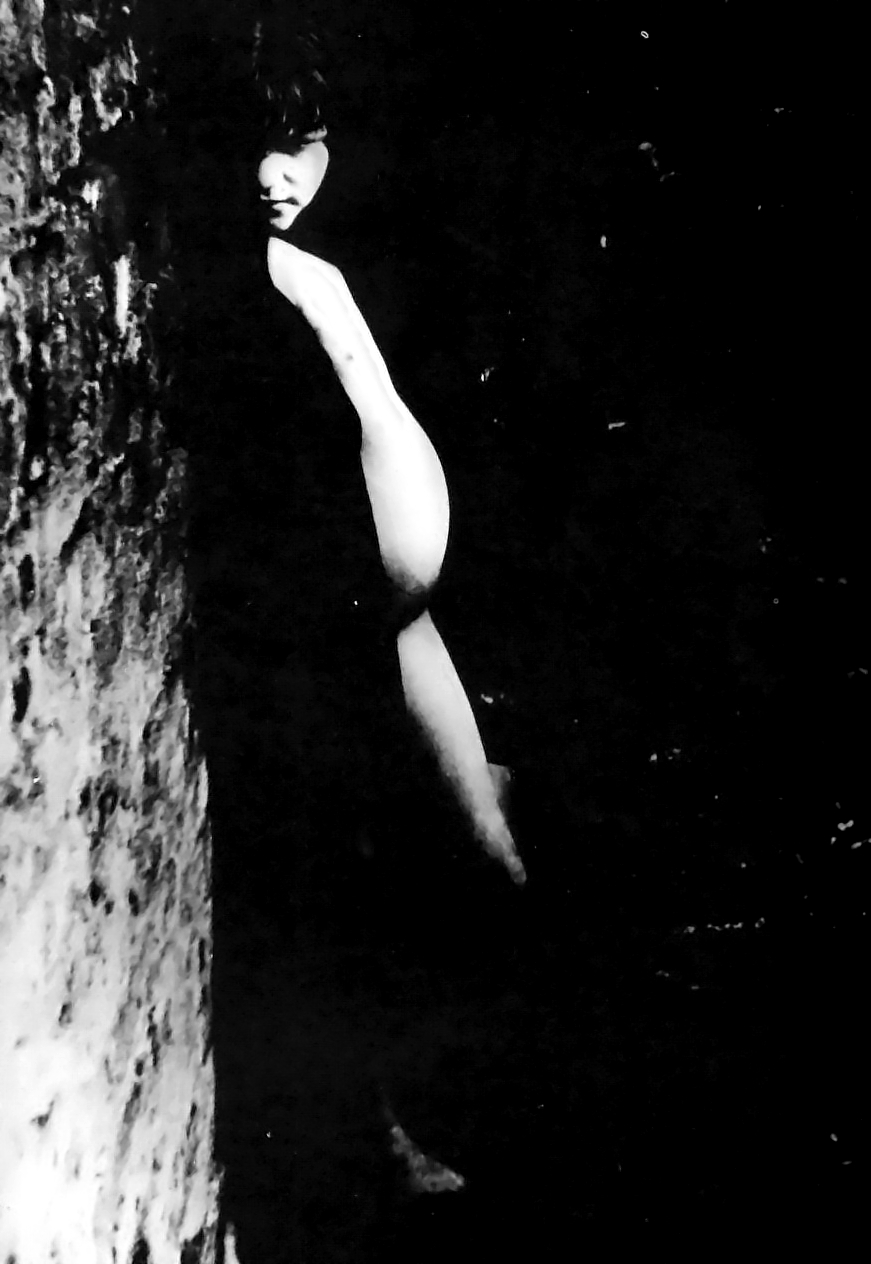
Mary Simpson, una niña prostituida de entre 10 y 11 años de edad, conocida como Mrs. Berry. Fotografía tomada en 1871 y publicada en el libro de Graham Ovenden y Robert Melville Victorian Children (1972).

La prostitución infantil es una versión de la esclavitud donde los niños son explotados sexualmente con fines económicos.
La principal causa que se le suele atribuir a la explotación sexual es la pobreza. Sin embargo, esta no es la única causa, pues el Centro Nacional para Niños Extraviados y Explotados de Estados Unidos revela que países desarrollados como Canadá también padecen este problema.
La prostitución infantil está prohibida en la gran mayoría de los países, pero esto no ha evitado que el problema siga creciendo hasta llegar a ser un problema social de nivel global, lo que tiene como consecuencia un retroceso en las sociedades y en el desarrollo de los infantes. Todos los países miembros de las Naciones Unidas se han comprometido a prohibir la explotación sexual infantil, ya sea bajo la Convención sobre los Derechos del Niño o el Protocolo Facultativo sobre la Venta de Niños, la Prostitución Infantil y la Utilización de Niños en la Pornografía. Se han creado varias campañas y organizaciones para tratar de detener la práctica. 
Estudios de la UNICEF calculan que en países del sur de Asia aproximadamente 1 millón de niños son explotados sexualmente y varios cientos de miles viven la misma situación en Europa, América Latina y África y de la misma manera recientemente se apunta a México y a América Latina como lugares preferidos por los explotadores.

## Prevalencia

### Resumen estadístico
La prostitución infantil existe en todos los países, aunque el problema es más grave en América del Sur y Asia. El número de niños prostituidos está aumentando en otras partes del mundo, incluyendo América del Norte, África y Europa. Es difícil obtener estadísticas exactas, y en algunos casos, como el de Argentina, se considera que la prostitución infantil está aumentando pero no hay estadísticas fiables. Sin embargo, se estima que hay alrededor de 10 millones de niños involucrados en la prostitución en todo el mundo.
Nota: ésta es una lista de ejemplos; no cubre todos los países donde existe la prostitución infantil.
| País/ubicación       | Número de niños involucrados en la prostitución | Notas | Ref(s).       |
| -------------------- | ----------------------------------------------- | --- | ------------- |
| Mundial              | Hasta 10,000,000                                | | [ 5 ]         |
| Australia            | 4,000                                           | |               |
| Bangladesh           | 10,000–29,000                                   | En Bangladesh, se sabe que las prostitutas infantiles toman el fármaco Oradexon, un esteroide de venta sin receta que suelen utilizar los agricultores para engordar el ganado y hacer que las prostitutas infantiles parezcan más grandes y mayores. Las organizaciones benéficas afirman que el 90% de las prostitutas de los burdeles legalizados del país consumen el fármaco. | [ 8 ]         |
| Brasil               | 250,000–500,000                                 | Brasil tiene un alto nivel de tráfico sexual infantil en América del Sur | [ 9 ] [ 10 ]  |
| Camboya              | 30,000                                          | | [ 11 ] [ 12 ] |
| Chile                | 3,700                                           | Se cree que el número de niños involucrados en la prostitución está disminuyendo. | [ 13 ]        |
| Colombia             | 35,000                                          | Entre 5.000 y 10.000 personas están en las calles de Bogotá. | [ 14 ]        |
| República Dominicana | 30,000                                          | | [ 15 ]        |
| Ecuador              | 5,200                                           | | [ 16 ]        |
| Estonia              | 1,200                                           | | [ 17 ]        |
| Grecia               | 2,900                                           | Se cree que más de 200 tienen menos de 12 años. | [ 18 ]        |
| Hungría              | 500                                             | | [ 19 ]        |
| India                | 1,000,000–1,200,000                             | En 1998, se estimó que el 60% de las prostitutas en la India eran menores de edad. Reuters estima que miles de niños indios entran en la prostitución a través del tráfico cada año. | [ 22 ] [ 23 ] |
| Indonesia            | 40,000–70,000                                   | UNICEF afirma que el 30% de las mujeres que ejercen la prostitución son menores de 18 años. | [ 24 ] [ 25 ] |
| Malasia              | 43,000–142,000                                  | | [ 26 ]        |
| México               | 16,000–20,000                                   | De los 13.000 niños de la calle de la Ciudad de México , el 95% ya ha tenido al menos un encuentro sexual con un adulto (muchos de ellos a través de la prostitución). En 2005, Lydia Cacho, una periodista mexicana, expuso a varios políticos y empresarios mexicanos en el libro Los demonios del Edén por tener un papel importante en una red de esclavitud sexual y prostitución infantil. | [ 28 ]        |
| Nepal                | 200,000                                         | Se estima que entre 12.000 y 15.000 niños nepaleses son víctimas de trata cada año con fines de explotación sexual comercial, principalmente a burdeles de la India y otros países. | [ 30 ]        |
| Nueva Zelanda        | 210                                             | | [ 31 ]        |
| Perú                 | 500,000                                         | | [ 32 ]        |
| Filipinas            | 60,000–100,000                                  | UNICEF estima que en la ciudad de Ángeles hay 200 burdeles, muchos de los cuales ofrecen sexo con menores. | [ 34 ]        |
| Sri Lanka            | 40,000                                          | UNICEF afirma que el 30% de las mujeres que ejercen la prostitución son menores de 18 años y que los niños suelen ser víctimas de trata a través de amigos y familiares. La prevalencia de los niños en la prostitución está estrechamente relacionada con el turismo extranjero. | [ 36 ]        |
| Taiwán               | 1,879                                           | | [ 37 ]        |
| Tailandia            | 200,000–800,000                                 | El Instituto de Investigación del Sistema de Salud de Tailandia informa que los niños que ejercen la prostitución representan el 40% de las prostitutas en Tailandia. | [ 26 ]        |
| Ucrania              | Al menos 15.000 niñas de entre 14 y 19 años     | Artículo principal: Prostitución infantil en Ucrania | [ 39 ]        |
| Estados Unidos       | 100,000-1,000,000                               | En 2001, la Escuela de Trabajo Social de la Universidad de Pensilvania sugirió que hasta 300.000 jóvenes estadounidenses podrían estar en riesgo de explotación sexual comercial en cualquier momento. Sin embargo, durante 10 años solo se habían reportado aproximadamente 827 casos al año a los departamentos de policía. Por lo tanto, el Centro para la Innovación Judicial en la ciudad de Nueva York estimó en 2008 que había muchos menos niños explotados sexualmente con fines comerciales que los 300.000 y muchos más que los 827 sugeridos por estas dos fuentes más leídas. Más tarde, en 2013, el Centro Nacional para Niños Desaparecidos y Explotados (NCMEC) documentó más de 10.000 informes de tráfico sexual infantil, informando que esto solo representa un "pequeño porcentaje" del tráfico sexual infantil real. | [ 45 ] [ 46 ] |
| Zambia               | 70,000                                          | | [ 47 ]        |